# Магарамкентский район
Магарамке́нтский райо́н (лезг. Мегьарамдхуьруьн район) — административно-территориальная единица и муниципальное образование (муниципальный район) в составе Республики Дагестан Российской Федерации.
Административный центр — село Магарамкент.

## География
Район расположен на крайнем юго-востоке Дагестана, вдоль долины реки Самур с выходом на побережье Каспийского моря, на границе с Азербайджаном.
Граничит на севере у побережья с Дербентским, на севере и северо-западе — с Сулейман-Стальским, на западе — с Курахским и Ахтынским, на юго-западе — с Докузпаринским районами Дагестана. На юге район имеет государственную границу России с Гусарским и Хачмазскими районами Азербайджана.
Площадь территории района составляет 654,68 км².

## История
Одним из руководителей Кубинского восстания был наиб Хаджи-Мухаммад Хулухский, стоявший во главе кюринского отряда наибов. В тот период территория Магарамкента занимал срединное положение между Кюринским ханством и Кубинской провинцией, не относясь к ним. С 1866 по 1928 года территория Магарамкента входила в Кюринский округ в составе Гюнейского наибства. Вместе с сёлами Куйсун и Тагиркент образовал Магарамкентское вольное общество.
Как самостоятельная административная единица Магарамкентский район был образован в 1943 году. 10 августа 1960 года к Магарамкентскому району была присоединена часть территории упразднённого Докузпаринского района. В 1960 году Магарамкентский район был объединён с Касумкентским районом, а в 1965 году восстановлены в своих прежних границаха. В 1993 году был восстановлен Докузпаринский район.
В 2010 году два села Магарамкентского района Дагестана Храх-Уба и Урьян-Уба, возникшие на землях, арендованных у Азербайджана, отошли к Хачмазскому району Азербайджана. Земли эти — на территории Хачмазского района Азербайджана — постановлением Совета министров СССР в мае 1954 года были временно переданы Дагестанской автономной республике РСФСР как пастбищные территории. В 1984 году действие этого документа было продлено ещё на 20 лет решением Совета министров Азербайджанской ССР, а в 2004 году, в виду завершения срока действия, документ утратил свою силу. Юрисдикция Азербайджана над этими селами никогда не оспаривалась ни РСФСР, ни современной Россией, что нашло своё отражение и в договоре о демаркации российско-азербайджанской границы. После окончания срока аренды жителям Урьянобы и Храхобы был представлен выбор — принять азербайджанское гражданство и остаться на этих землях, или же переселиться в Дагестан. Жители Урьянобы добровольно выбрали первый, а Храхобы второй вариант. Те жители сёл, которые предпочли уехать — уехали, те, кто захотел остаться — остались и получили гражданство Азербайджана, а одно из сёл — Храхоба — даже получило новое название Палыдлы. Кроме того, Азербайджан раньше забирал до 90 % стока реки Самур, то на конечном этапе подписания договора удалось довести эту пропорцию 50 на 50 %, став совладельцем реки Самур, до 2010 года полностью принадлежавшей России .

## Население
| 1959    | 1970    | 1979    | 1989    | 2002    | 2009    | 2010    | 2011    | 2012    | 2013    |
| ------- | ------- | ------- | ------- | ------- | ------- | ------- | ------- | ------- | ------- |
| 15 906  | ↗28 107 | ↗30 585 | ↗32 718 | ↗58 694 | ↗60 748 | ↗62 195 | ↗62 282 | ↗62 309 | ↘62 242 |
| 2014    | 2015    | 2016    | 2017    | 2018    | 2019    | 2020    | 2021    | 2023    | 2024    |
| ↘62 044 | ↗62 081 | ↘61 951 | ↗61 957 | ↘61 765 | ↘61 649 | ↘61 464 | ↘56 037 | ↘55 730 | ↘55 463 |
| 2025    |         |         |         |         |         |         |         |         |         |
| ↘55 337 |         |         |         |         |         |         |         |         |         |

### Национальный состав
По данным Всероссийской переписи населения 2010 года:
| Народ      | Численность, чел. | Доля от всего населения, % |
| ---------- | ----------------- | -------------------------- |
| лезгины    | 59 768            | 96,09 %                    |
| рутульцы   | 504               | 0,81 %                     |
| русские    | 172               | 0,27 %                     |
| табасараны | 24                | 0,03 %                     |
| агулы      | 18                | 0,02 %                     |
| даргинцы   | 17                | 0,02 %                     |
| аварцы     | 10                | 0,01 %                     |
| другие     | 1022              | 0,03 %                     |
| всего      | 62 195            | 100,00 %                   |

В результате проведенной Советской властью необдуманной политики по переселению горского населения на равнинные территории, а также ввиду отсутствия элементарных социально-бытовых условий, многие жители горных сёл были вынуждены покидать родные края и поселяться на равнине или в городах республики. Вследствие чего из 50 сёл района, 18 сёл на сегодняшний день являются покинутыми и ещё 3 села на грани исчезновения: Гарах, Кчун, Мака и покинутое село: Ханджал-Кала.

## Территориальное устройство
Магарамкентский район в рамках административно-территориального устройства включает сельсоветы и сёла.
В рамках организации местного самоуправления в одноимённый муниципальный район входят 22 муниципальных образования со статусом сельского поселения, которые соответствуют сельсоветам и сёлам.
| №  | Сельское поселение               | Административный центр  | Количество населённых пунктов | Население (чел.) | Площадь (км²) |
| -- | -------------------------------- | ----------------------- | ----------------------------- | ---------------- | ------------- |
| 1  | Село Азадоглы                    | село Азадоглы           | 1                             | ↘1190            | 21,50         |
| 2  | сельсовет Бильбильский           | село Бильбиль-Казмаляр  | 2                             | ↘2402            | 13,60         |
| 3  | Село Бут-Казмаляр                | село Бут-Казмаляр       | 1                             | ↘2946            | 8,01          |
| 4  | Село Гапцах                      | село Гапцах             | 1                             | ↘3381            | 33,49         |
| 5  | сельсовет Гарахский              | село Гарах              | 2                             | →510             | 20,17         |
| 6  | Село Гильяр                      | село Гильяр             | 1                             | ↘2051            | 8,42          |
| 7  | сельсовет Кабир-Казмалярский     | село Кабир-Казмаляр     | 3                             | ↘3635            | 26,07         |
| 8  | Село Картас-Казмаляр             | село Картас-Казмаляр    | 1                             | ↘1661            | 3,29          |
| 9  | сельсовет Киркинский             | село Кирка              | 4                             | ↘2323            | 11,30         |
| 10 | Село Куйсун                      | село Куйсун             | 1                             | ↘2859            | 9,03          |
| 11 | сельсовет Магарамкентский        | село Магарамкент        | 2                             | ↘5933            | 29,18         |
| 12 | Село Мугерган                    | село Мугерган           | 1                             | ↘1360            | 7,61          |
| 13 | сельсовет Новоаульский           | село Новый Аул          | 2                             | ↘3384            | 14,66         |
| 14 | сельсовет Оружбинский            | село Оружба             | 2                             | ↗1642            | 8,30          |
| 15 | Село Самур                       | село Самур              | 1                             | ↘2993            | 1,94          |
| 16 | Село Советское                   | село Советское          | 1                             | ↘4310            | 21,12         |
| 17 | сельсовет Тагиркент-Казмалярский | село Тагиркент-Казмаляр | 2                             | ↗4331            | 8,34          |
| 18 | Село Филя                        | село Филя               | 1                             | ↗2471            | 24,95         |
| 19 | Село Ходжа-Казмаляр              | село Ходжа-Казмаляр     | 1                             | ↘1035            | 12,47         |
| 20 | Село Целягюн                     | село Целягюн            | 1                             | ↗1664            | 14,47         |
| 21 | Село Чахчах-Казмаляр             | село Чахчах-Казмаляр    | 1                             | ↘1333            | 1,86          |
| 22 | Село Яраг-Казмаляр               | село Яраг-Казмаляр      | 1                             | ↘2363            | 21,80         |

## Населённые пункты
В районе 33 сельских населённых пункта:
| №  | Населённый пункт   | Тип  | Население | Сельское поселение               |
| -- | ------------------ | ---- | --------- | -------------------------------- |
| 1  | Азадоглы           | село | ↗1165     | село Азадоглы                    |
| 2  | Бильбиль-Казмаляр  | село | ↘1913     | сельсовет Бильбильский           |
| 3  | Бут-Казмаляр       | село | ↗2995     | село Бут-Казмаляр                |
| 4  | Газардкам-Казмаляр | село | ↘192      | сельсовет Кабир-Казмалярский     |
| 5  | Гапцах             | село | ↗3373     | село Гапцах                      |
| 6  | Гарах              | село | ↗397      | сельсовет Гарахский              |
| 7  | Гильяр             | село | ↘1962     | село Гильяр                      |
| 8  | Джепель            | село | ↘592      | сельсовет Киркинский             |
| 9  | Кабир-Казмаляр     | село | ↗2542     | сельсовет Кабир-Казмалярский     |
| 10 | Картас-Казмаляр    | село | ↗1666     | село Картас-Казмаляр             |
| 11 | Кирка              | село | ↘929      | сельсовет Киркинский             |
| 12 | Кличхан            | село | →484      | сельсовет Новоаульский           |
| 13 | Куйсун             | село | ↘2792     | село Куйсун                      |
| 14 | Кчун-Казмаляр      | село | ↗938      | сельсовет Кабир-Казмалярский     |
| 15 | Магарамкент        | село | ↘5756     | сельсовет Магарамкентский        |
| 16 | Мака-Казмаляр      | село | ↘117      | сельсовет Гарахский              |
| 17 | Мугерган           | село | ↘1333     | село Мугерган                    |
| 18 | Новый Аул          | село | ↗2845     | сельсовет Новоаульский           |
| 19 | Оружба             | село | ↘1292     | сельсовет Оружбинский            |
| 20 | Приморский         | село | ↘495      | сельсовет Бильбильский           |
| 21 | Самур              | село | ↘2917     | село Самур                       |
| 22 | Советское          | село | ↗4283     | село Советское                   |
| 23 | Тагиркент          | село | ↘290      | сельсовет Магарамкентский        |
| 24 | Тагиркент-Казмаляр | село | ↘2783     | сельсовет Тагиркент-Казмалярский |
| 25 | Филя               | село | ↘2407     | Село Филя                        |
| 26 | Ходжа-Казмаляр     | село | ↘989      | село Ходжа-Казмаляр              |
| 27 | Хорель             | село | ↘862      | сельсовет Киркинский             |
| 28 | Хтун-Казмаляр      | село | ↗1555     | сельсовет Тагиркент-Казмалярский |
| 29 | Целягюн            | село | ↘1613     | село Целягюн                     |
| 30 | Чахчах             | село | 91        | сельсовет Киркинский             |
| 31 | Чахчах-Казмаляр    | село | ↗1343     | село Чахчах-Казмаляр             |
| 32 | Яраг-Казмаляр      | село | ↘2339     | село Яраг-Казмаляр               |
| 33 | Яруквалар          | село | ↘377      | сельсовет Оружбинский            |

Кутаны
На территории Магарамкентского района также расположены: село Захит, которое как анклав относится к горному Хивскому району; село Бугдатепе — к горному Курахскому району, а сёла Гогаз и Новый Усур — к горному Ахтынскому району.
- В 2024 году восстановлено в учёте село Чахчах[34] в составе Киркинского сельсовета[35].

## Экономика
Развито сельское хозяйство. Выращивается для последующей реализации хурма.

## Известные уроженцы
Родившиеся в Магарамкентском районе:

## Комментарии
Комментарии
1. ↑  авар. МухІарамкент мухъ, агул. Магьарамкент район, азерб. Məhərrəmkənd rayonu, дарг. МахIарамкентла къатI, кум. Магарамгент якъ, лак. МахIарамкентал кIану, лезг. Мегьарамдхуьруьн район, ног. Магарамкент район, рут. Магьарамкент район, таб. Магьарамкент район, татск. Магарамкент район, цахур. Магьарамкент район, чечен. Магарамкентан кIошт.
2. ↑  Согласно конституции Дагестана, государственными языками на территории республики являются — русский, аварский, агульский, азербайджанский, даргинский, кумыкский, лакский, лезгинский, ногайский, рутульский, табасаранский, татский, цахурский и чеченский языки.